# Чайка и Коршун (дирижабли)
Дирижабли «Чайка» и «Коршун» — малые дирижабли армейского типа, построенные французской фирмой «Зодиак» (Zodiac) в 1910 году по заказу Российской империи. В боевых действиях участия не принимали.

## Описание
К концу первого десятилетия 20-го века Российская империя, обеспокоенная отставанием от ведущих европейских держав в военном воздухоплавании, заказала постройку дирижаблей нескольким российским и иностранным предприятиям. В их числе на французской фирме «Зодиак» были заказаны два небольших управляемых аэростата. К концу 1910 года дирижабли Zodiac VIII и Zodiac IX (по другой версии Zodiac VIII и Zodiac VII), названные «Коршун» и «Чайка», были поставлены заказчику.
По своей конструкции корабли были совершенно идентичны, за исключением производителя двигателей. Это были дирижабли полужёсткой системы длиной 48 м (по другим данным 47 м), шириной 10 м (по другим данным 9 м), объёмом 2140 м³. Для облегчения транспортировки по земле конструкция была разборной, даже гондола разделялась на три части. Оболочка была снабжена двумя сообщающимися между собой баллонетами, между которыми, для упрощения управления в вертикальной плоскости, мог перекачиваться воздух. Бензиновый двигатель мощностью 60 л.с. размещался в гондоле, винт располагался на её заднем конце. На «Чайке» устанавливался двигатель фирмы «Dansette-Gillet», на «Коршуне» – «Labor-Picker». 
Известно, что первый полёт был состоялся 17 ноября 1910 года, второй – 8 декабря (по другим данным 5 декабря) того же года. Однако неизвестно, к какому воздушному кораблю это относится. На приёмных испытаниях дирижабли развили скорость около 13 м/с. После приёмки «Коршун» был отправлен в воздухоплавательную часть в Брест-Литовск, «Чайка» – в Бердичев. Дирижабли использовались для обучений и тренировок. В боевых действиях участия не принимали.